# Edith Prock

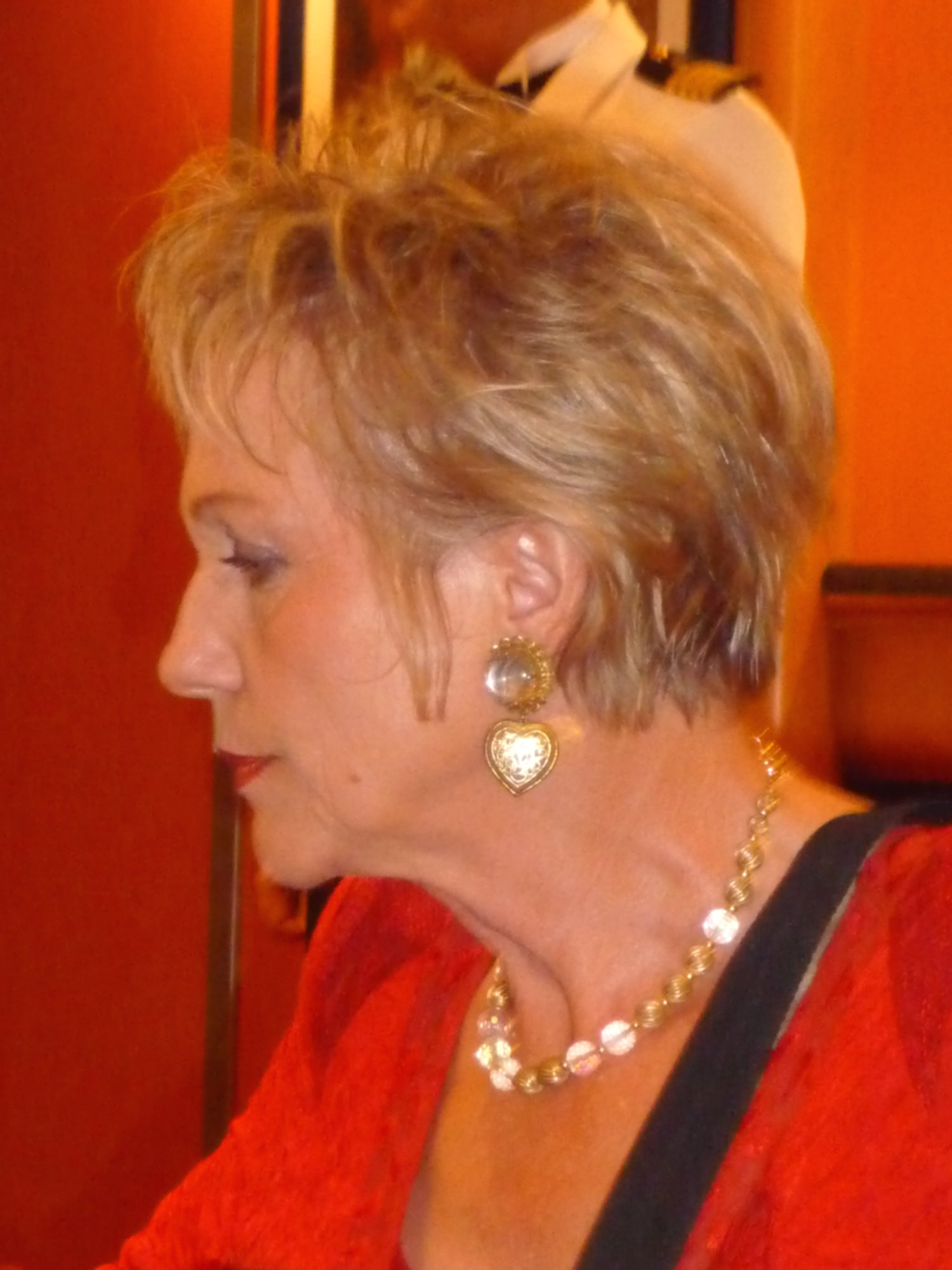
Edith Prock, Juli 2010

Edith Prock (* 5. Dezember 1949 in Hienheim) ist eine deutsche Sängerin aus dem Bereich des volkstümlichen Schlagers.

## Leben
Edith Prock spielte bereits als Kind Akkordeon und sang im Kinderchor des Bayerischen Rundfunks. Nach dem Besuch der Realschule erlernte sie den Beruf einer Sekretärin für EDV. Zusammen mit Claudia Schwarz und Renate Maurer gründete sie das Trio The Munich Voices, das als Backgroundchor u. a. für Audrey Landers tätig war. 1981 nahm Edith Prock ihr erstes Soloalbum auf. Ihr damaliger Künstlername war Edith-Maria. Fünf Jahre später produzierte der Zitherspieler Alfons Bauer mit ihr eine Langspielplatte mit volkstümlichen Melodien. In diesem Genre hatte sie dann ihren Durchbruch, als sie mit dem Titel Hörst du die Glocken von Stella Maria für Deutschland beim Grand Prix der Volksmusik 1989 teilnahm und den vierten Platz belegte. Mit Dank schön, dass d'bei mir bist nahm sie beim Grand Prix der Volksmusik 1990 teil, kam jedoch damit nicht ins Finale.
Neben volkstümlichen Melodien singt Edith Prock auch Pop und Jazz sowie klassische Titel. Ihre Vielseitigkeit brachte sie auch auf internationale Bühnen. So hatte sie mehrmals Einladungen zum German Heritage Festival in New Jersey. Edith Prock war häufig zu Gast bei volkstümlichen Fernsehsendungen. Auf ihren beiden Alben aus den Jahren 2001 und 2003 hat sie bekannte klassische Melodien mit neuen Texten aufgenommen.

## Bekanntere Titel
- Hörst du die Glocken von Stella Maria 1988
- Dank schön, dass d'bei mir bist 1990

## Diskografie (Auswahl)
- Komm a bisserl näher zu mir 1989
- Wenn dein Herz net will 1991
- Mein Lied für Dich 1996
- Im Zauberland klassischer Melodien 2001
- Meine Welt Ist Bunt 2003
- Meine schönsten Volks- und Wanderlieder 2006